# Сомерсет (Квінсленд)
Со́мерсет (англ. Somerset) — історична місцевість, резиденція для адміністрування області Торресової протоки, а тепер — руїни колишньої садиби (англ. homestead) Сомерсет, розташованої приблизно за 35 км на північ від міста Бамага на півострові Кейп-Йорк у Квінсленді, Австралія. За переписом 2011 року місцевість не має постійного населення.

## Передісторія
Ввечері 23 вересня 1859 року під час плавання за маршрутом з Гладстона в Індію на Великому Бар'єрному рифі близько 16 км на північ від острова Рейн зазнало катастрофи англійське торгове судно «Sapphire». Губернатор Квінсленда Джордж Боуен у своїй першій доповіді про катастрофу Державному секретарю у справах колоній зазначив:
В кінці 1862 року губернатор Боуен у супроводі комодора Вільяма Бернетта, командувача Військово-Морських Сил королеви в Австралії, та інших осіб перебував на півострові Кейп-Йорк з оглядом найбільш відповідних місць для створення невеликої станції, найкращим з яких визнаний острів Олбані. Назва для майбутнього імперського поселення, «Сомерсет», обрана на честь Едварда Сеймура, герцога Сомерсета (англ. Duke of Somerset), першого лорда Адміралтейства. З майбутнім поселенням пов'язують надії на поширення телеграфного зв'язку далеко на північ та встановлення прямих контактів з населеними пунктами Торресової протоки, що надасть можливість отримувати новини з Європи в дуже короткі терміни.

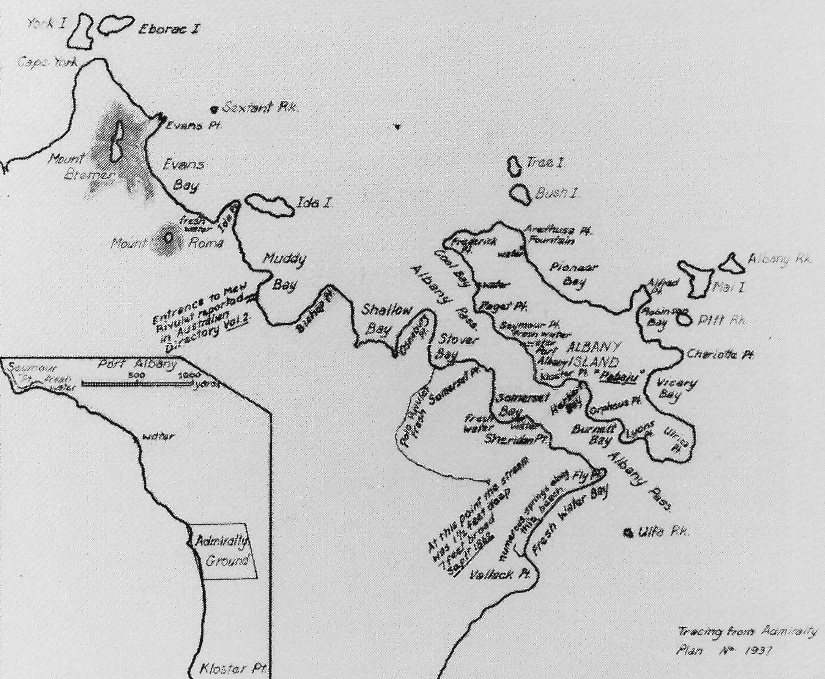
План розташування головного поселення на острові Олбані та поселення на материку навпроти.
План № 1937 Адміралтейства. 1862 рік.

23 березня 1863 року Департамент земельних ресурсів та робіт (англ. Department of Lands and Works) оголосив «Тендер на урядові будівлі, Сомерсет, Порт-Олбані».

## Історія

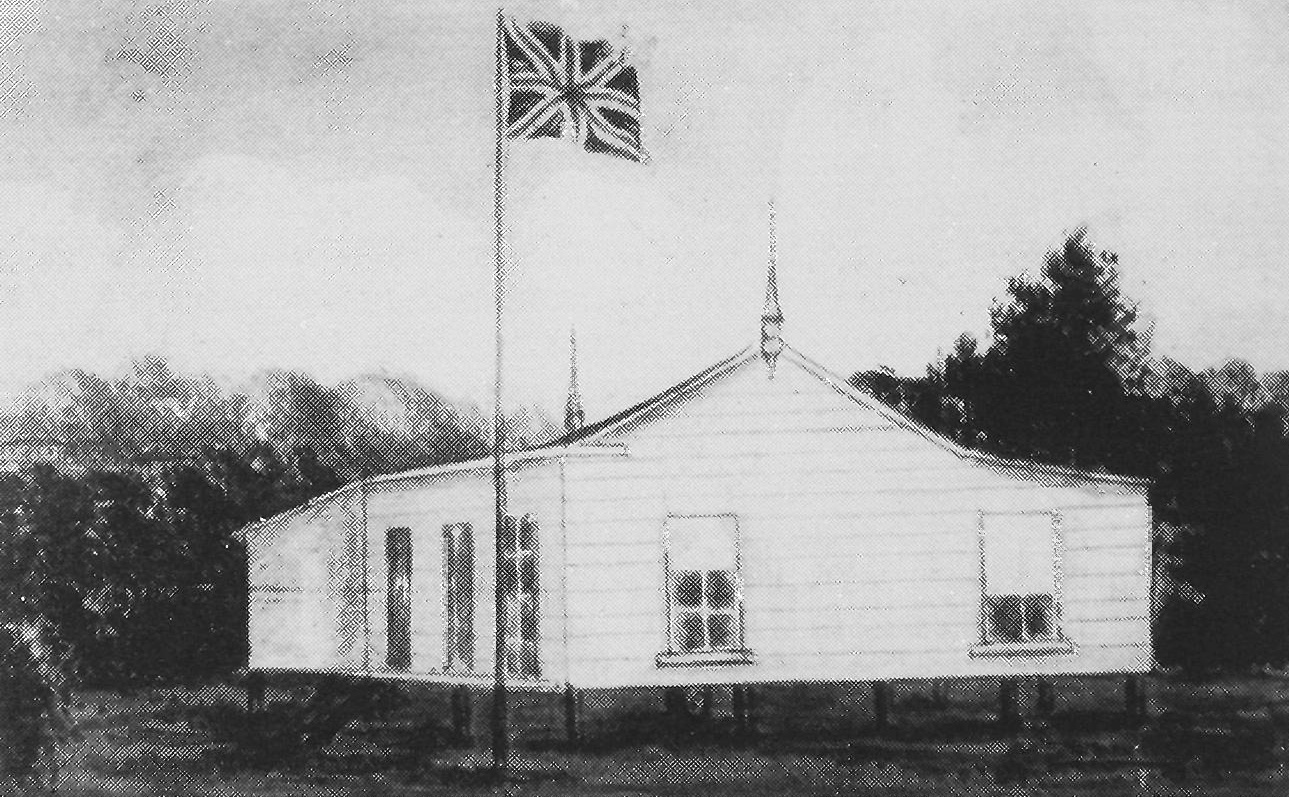
Сомерсет, 1866 рік. Дім морських офіцерів. Акварель Дж. О. Берджеса, мічмана англійського військового судна «Salamander».

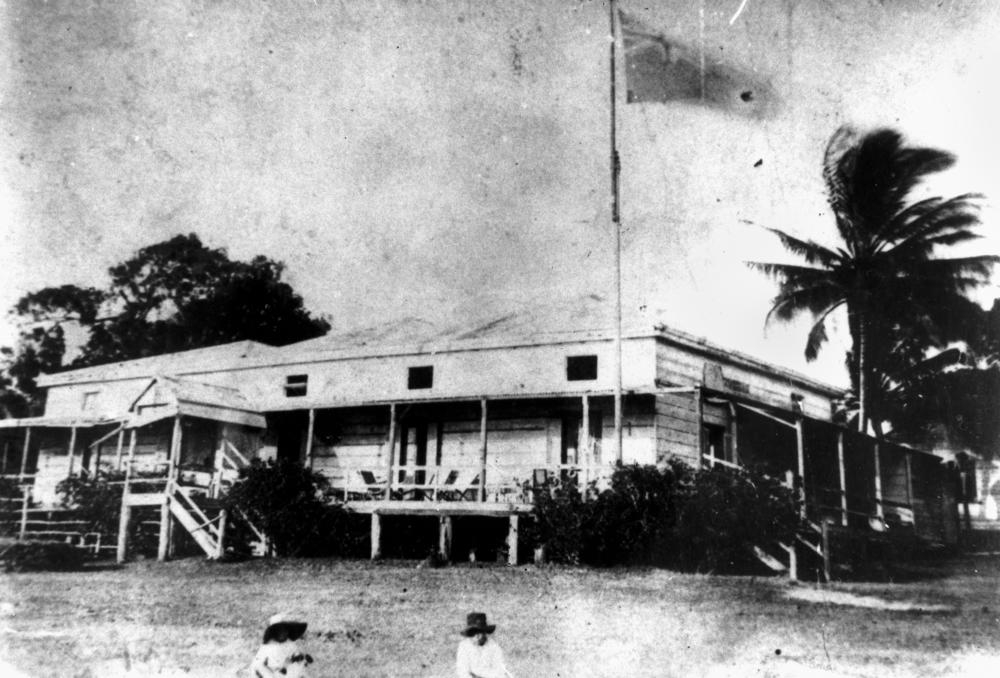
Урядовий будинок Френка Джардіна в Сомерсеті в колоніальному стилі. Кінець XIX століття.

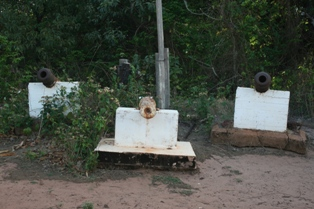
Старі гармати в Сомерсеті.

В кінці 1863 року гідрограф Королівського військово-морського флоту капітан Джордж Річардс після відвідин Кейп-Йорк висловив сумніви в необхідності будувати перше поселення на острові Олбані, який відділений від материка протокою в третину милі завширшки. Ця думка була підтримана Урядом Квінсленда.
23 лютого 1864 року Джон Джардін, магістрат поліції в Рокгемптоні, призначений комісаром коронних земель та магістратом поліції в Сомерсеті. 8 липня нове поселення визначене місцем для проведення малих судових засідань (англ. Courts of Petty session); губернатор Квінсленда, за рекомендацією Виконавчої ради, зарезервував частину землі на півострові Кейп-Йорк для міста Сомерсет (англ. town Somerset), встановлені межі нового поселення.
25 червня зафрахтований барк «Golden Eagle» залишив Сідней з 300 тоннами вугілля на борту в напрямку Брисбена для зустрічі в Мортон-Бей (англ. Moreton Bay) з англійським військовим судном «Salamander». На барк підняті цивільні пасажири, припаси та матеріали для будинків нового поселення. 15 липня «Salamander» залишив Мортон-Бей і 29 липня прибув у Порт-Олбані, а 1 серпня — барк «Golden Eagle». Найближчі тижні майже весь екіпаж «Salamander» зайнятий від десяти до дванадцяти годин на день в розвантаженні «Golden Eagle» та розміщенні будівельних матеріалів і припасів в Сомерсет-Бей, поповненні вугілля на «Salamander» та формуванні резерву морського вугільного складу (англ. Naval Coal Depot) зі 154 тонн вугілля на острові Олбані. Всі корабельні теслі зайняті допомогою виконробу (англ. Foreman of Works) на будівництві поселення Дж. Хелпіну зводити урядові будинки, будинок Джардіна на Шерідан-Пойнт, казарми для морських піхотинців на Сомерсет-Пойнт. 30 серпня «Golden Eagle» відбув з Сомерсета на Яву, а 7 вересня — «Salamander» до Брисбена, залишивши в поселенні:
- цивільні — магістрат поліції Джон Джардін і ще 3 особи (включно з його сином Джоном Робертом); землемір У. Б. Вілсон і ще 2 особи; виконроб на будівництві Дж. Дж. Хелпін та ще 1 особа;
- загін королівської морської легкої піхоти — лейтенант Роберт Джеймс Паско (командир), сержант Морріс Гуівер, капрал Девід Дент і 17 рядових;
- асистент хірурга Королівського військово-морського флоту Річард Кеннон (на час відпустки хірурга загону доктора Тимофія Гарана, який відбув 7 вересня до Брисбена та повернувся наприкінці року з дружиною та маленькою донькою).

Квінсленд отримав до консолідованого доходу за 1864 рік імперський внесок в розмірі £5000 на нове поселення Сомерсет.
У квітні 1865 року в Брисбені відбувся перший аукціон з продажу земельних ділянок в новому поселенні. Виставлено 70 лотів за стартовою ціною 20 фунтів за акр. Середня ціна торгів склала 193 фунти за акр, а загальна сума продажу — 2826 фунтів. За свідченнями джерел, відвідуваність аукціону була великою, а торги дуже енергійними.
До кінця 1865 року в Сомерсеті збудовані казарми та кухня для загону королівської морської піхоти, три двокімнатні котеджі для одружених чоловіків загону, приміщення для офіцерського складу, приміщення з кухнею для лікаря. Будівлі госпіталю з кухнею, склад боєприпасів, магістрату поліції, човнова станція оснащені резервуарами та іншими зручностями. Госпіталь знаходиться в найвищій частині Сомерсета, яку видно з великої відстані з моря.
Сім'я Джардін, утверджуючись на півострові, заснувала першу на Кейп-Йорк станцію великої рогатої худоби — ранчо для скотарства, виробництва продукції тваринництва.
В надії захопити торгівлю з островами Торресової протоки, а потім і з Новою Гвінеєю, в 1865 році Сомерсет проголошений урядом Квінсленда «вільним портом». Це стало початком, так званої, ідеї «другого Сінгапуру». Урядові плани та плідна праця землеміра Уїлсона призвели до того, що у квітні й травні 1866 року 109 ділянок міста були продані на відкритих аукціонах в Брисбені. Покупцями виступили різні торговці, будівельники, керівники банків, голландський консул й інші «оптимісти».
У липні 1867 року з Сомерсета відкликані морські піхотинці в зв'язку зі скороченням непотрібних витрат Британським Урядом і прийняттям самоврядування колоній, які тепер повинні були платити за свій захист самі. Їхній від'їзд залишив поселення дуже погано укомплектованим, воно налічувало невелику кількість білих людей. На посаду Джона Джардіна призначений капітан Сімпсон, а морські піхотинці замінені загоном «міської поліції», інспектором та шістьма допоміжними особами. Пізніше, на прохання Френка Джардіна, Уряд Квінсленда замінив неефективний загін білої поліції на загін тубільної поліції та численну «водну поліцію».

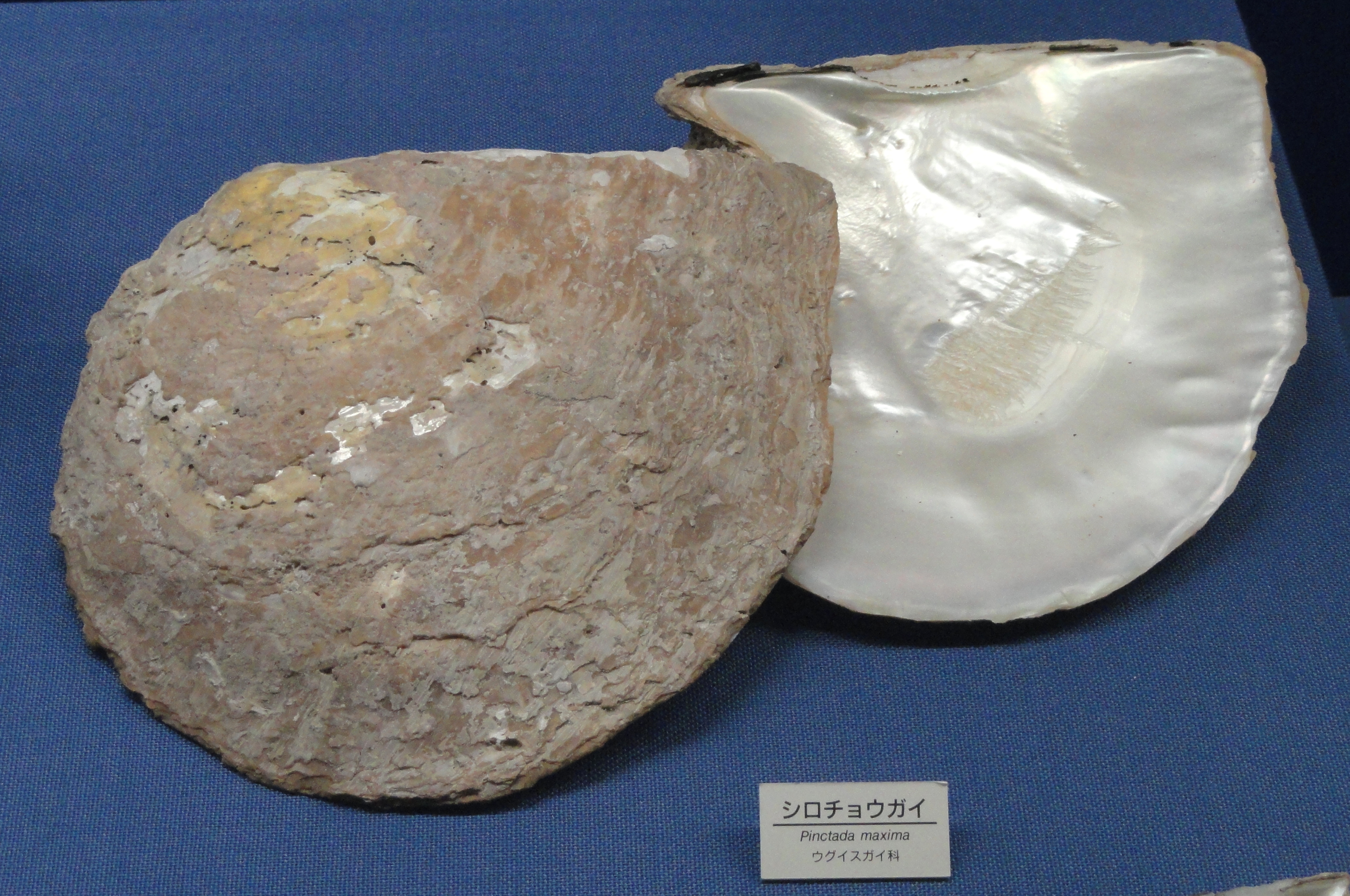
Перлові черепашки (Pinctada maxima).

На кожне судно, що проходить у межах видимості з Сомерсета, десять використовують Північно-Східний канал, що робить поселення як гавань неефективним. До 1870 року Сомерсет вдало проявив себе тільки як гавань-притулок для осіб, що потерпіли корабельну аварію. За офіційними даними в проміжку між 1866 і 1875 роками в Торресовій протоці затонуло 14 суден, з яких було врятовано 85 осіб. Всі вони перебували в Сомерсеті в очікуванні судна, яке доставить їх до місця призначення.
З 1870 року в Торресовій протоці постав новий прибутковий морський промисел — видобуток перлових черепашок (Pinctada maxima), які у вікторіанську епоху були відомі як «матір перлів». Самі ж перли траплялись не часто й невеликого розміру. Видобуток вівся на рифах й островах Торресової протоки в області від мису Йорк до південного узбережжя Нової Гвінеї.
16 лютого 1872 року англійський військовий шлюп «Basilisk» під командуванням капітана Джона Морсбі став на якорі в Сомерсет-Бей:
1872 року Уряд Британії поширив юрисдикцію Квінсленда на всі острови Торресової протоки на відстані 60 миль від узбережжя. Постало питання перенесення стратегічного форпосту з Сомерсета ближче до основних морських шляхів для якіснішого адміністрування та захисту нових територій, подальшого дослідження Нової Гвінеї.
Протягом січня — лютого 1873 року в Сіднеї пройшла міжколоніальна конференція:
У травні 1875 року місцевість на південному заході острова Терсді визнана найкращим місцем для створення нового поселення в Торресовій протоці та можливого перенесення поселення з Кейп-Йорк. Поселення на острові було віддалене всього лише на кілька миль від основних шляхів торгових суден на північ від Австралії та забезпечувало високий рівень укриття та якірної стоянки, не ускладненої до того ж вихорами, як у Сомерсеті.
1877 року на острові Терсді Урядом Квінсленда створено адміністративний центр Островів Торресової протоки. Урядові адміністративні установи переведені на Терсді разом з будівлями, які знаходились в рухомому стані. Решта будівель продана Френку Джардіну за символічну суму. Це призвело до остаточної втрати Сомерсетом ролі зупинного пункту на австралійських північних морських шляхах та його запустіння.

## Адміністрація
Представник уряду, комісар коронних земель, магістрат поліції (англ. Government Resident, Commissioner of Crown Lands, Police Magistrate):
- Джон Джардін (батько) (англ. John Jardine, 1807 — 1874), есквайр.

23 лютого 1864 — грудень 1865. З 8 липня 1864 року додатково призначається дистрикт-реєстратором.
- Генрі Джордж Сімпсон (англ. Henry George Simpson, 18?? — 1884), есквайр, командер (командор) Королівського військово-морського флоту (англ. Commander Royal Navy).

1 січня 1866 — 28 січня 1868. З 1 лютого 1866 року додатково обіймає посади дистрикт-реєстратора, секретаря малих судових засідань, капітана порту та морського інспектора, а з 9 березня — митника.
- Френсіс (Френк) Ласселс Джардін (англ. Francis Lascelles (Frank) Jardine, 1841 — 1919), есквайр.

28 січня 1868 — 1 серпня 1869 Одночасно призначений на посаду інспектора поліції. З 21 серпня 1868 року додатково обіймає посади секретаря малих судових засідань, поштмейстера та дистрикт-реєстратора.
30 вересня 1870 — 16 жовтня 1873. Одночасно призначений на посаду інспектора з доставки. З 20 березня 1872 року додатково обіймає посаду мирового судді (англ. Justice of the Peace). З 13 березня 1873 року додатково обіймає посади інспектора з найму та звільненню моряків торговельного флоту (англ. Shipping Master), а також митника, щоб дати йому можливість надавати ліцензії на човни в торгових цілях.
- Генрі Марджорібенкс Честер (англ. Henry Marjoribanks Chester, 1832 — 1914), есквайр.

1 серпня 1869 — 22 серпня 1870. Додатково займає різні посади — дистрикт-реєстратор, секретар малих судових засідань, поштмейстер, метеорологічний спостерігач та інспектор з доставки (з 18 березня 1870 року).
1 жовтня 1875 — 23 липня 1877. Одночасно призначений на посади митника, капітана порту, інспектора з найму та звільненню моряків торговельного флоту, інспектора з доставки, а з 30 вересня — дистрикт-реєстратора. Став першим магістратом поліції на Терсді після перенесення урядового поселення з Сомерсета на острів.
- Чарльз Едвард Беддом (англ. Charles Edward Beddome, 1838 — 1898), есквайр.

16 жовтня 1873 — 1 травня 1874. З 21 листопада 1873 року додатково обіймає посаду дистрикт-реєстратора.
- Джордж Август Фредерік Елфінстон Далримпл[en] (англ. George Augustus Frederick Elphinstone Dalrymple, 1826 — 1876).

1 травня — 4 вересня 1874. З 28 травня 1874 року додатково обіймає посади митника, капітана порту, інспектора з найму та звільненню моряків торговельного флоту, інспектора з доставки, а з 1 липня — дистрикт-реєстратора. Недовго пробув на посадах через лихоманку та інсульт.
- Крістофер Дойлі Хей Аплін (англ. Christopher D'Oyley Hay Aplin, 1819 — 1875), есквайр.

4 вересня 1874 — 1 жовтня 1875. З 16 вересня 1874 року додатково обіймає посади митника, капітана порту, інспектора з найму та звільненню моряків торговельного флоту, інспектора з доставки, а з 24 вересня — дистрикт-реєстратора.

## Метеорологічні спостереження
З перших днів від заснування поселення доктором Т. Гараном проводились метеорологічні спостереження за температурою повітря в затінку та на сонці, вологістю, атмосферним тиском, опадами та напрямком вітру. Оброблені метеорологічні таблиці, які містили зведені спостереження за декілька місяців, періодично надсилались в офіс губернатора Квінсленда.
Зведені спостереження метеорологічної станції (висота над середнім рівнем поверхні океану 150 футів або близько 46 м; узбережжя океану) за 1869 та 1875 роки, проведені відповідно Генрі Честером і Крістофером Апліним, надруковані в урядовій газеті Квінсленда «Queensland government gazette»:

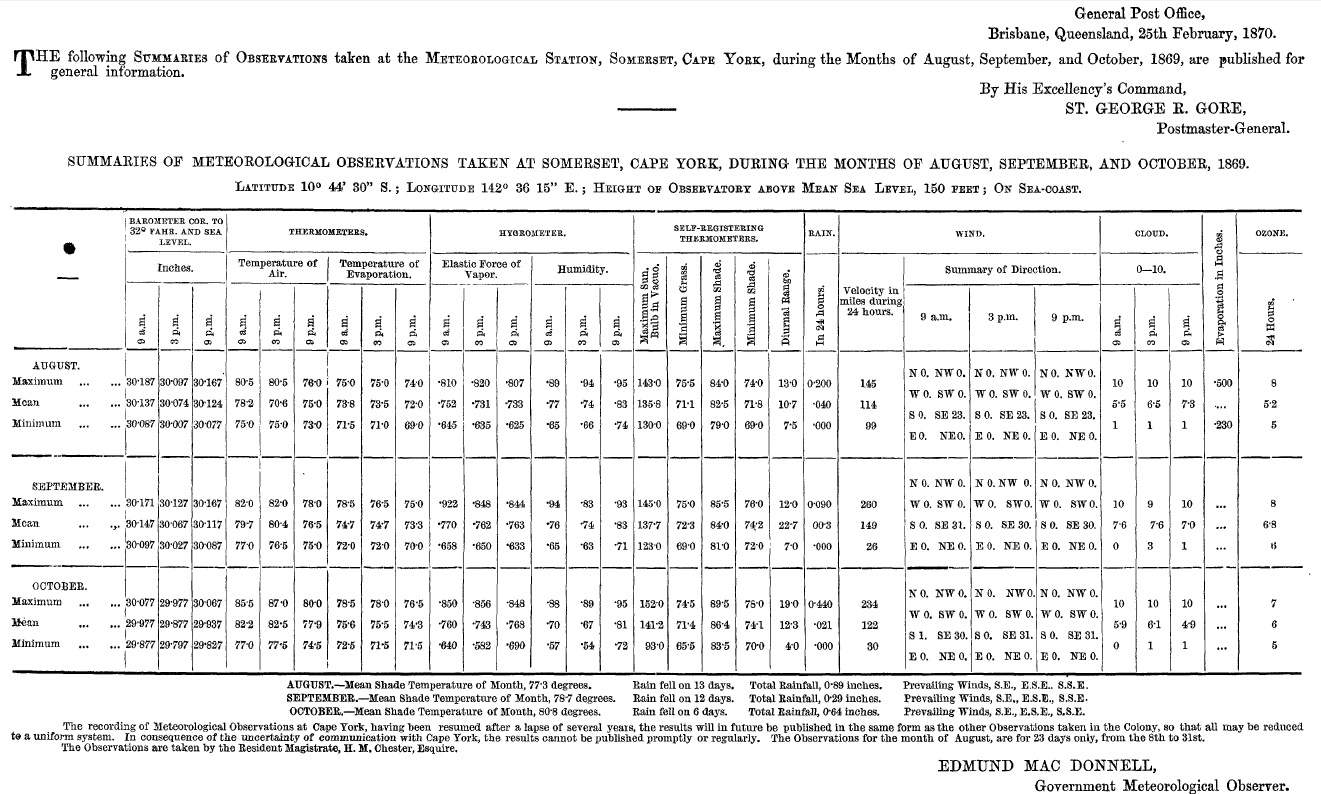
Серпень-жовтень 1869 року.
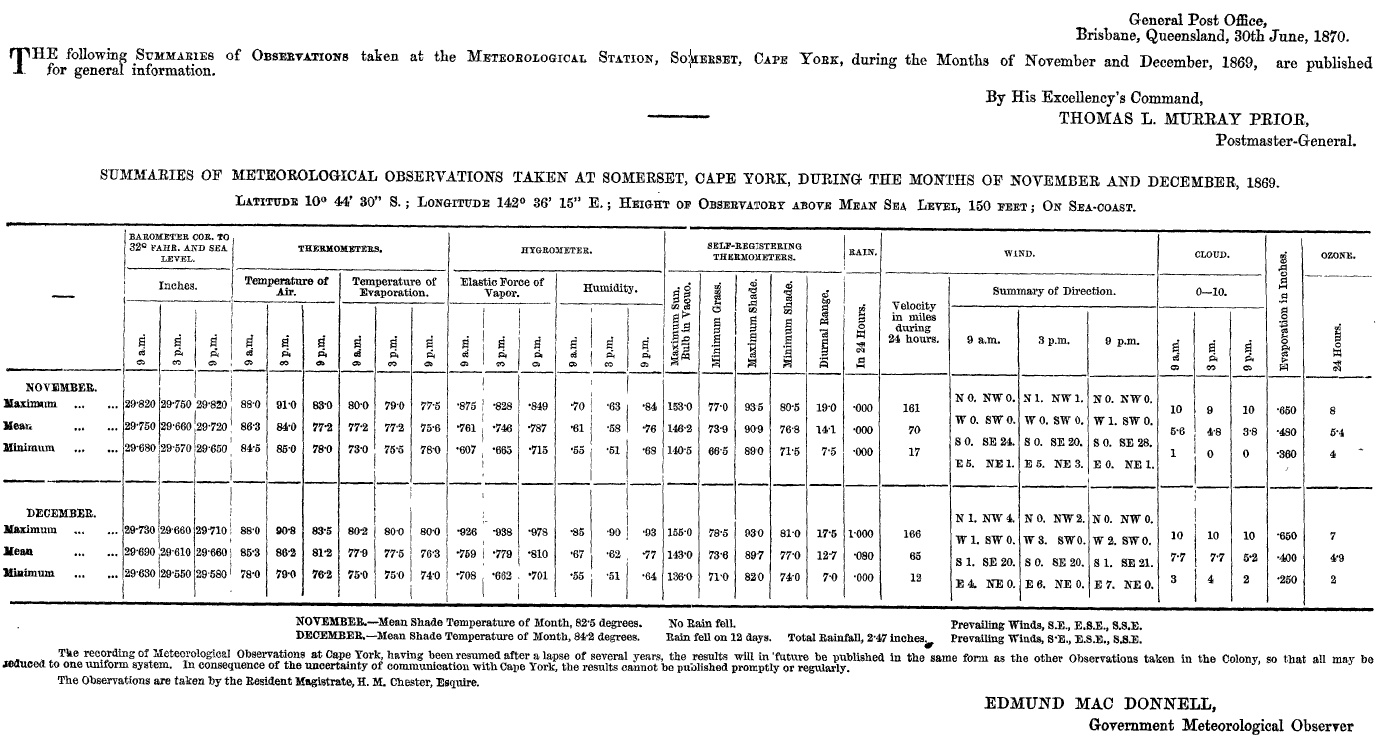
Листопад-грудень 1869 року.
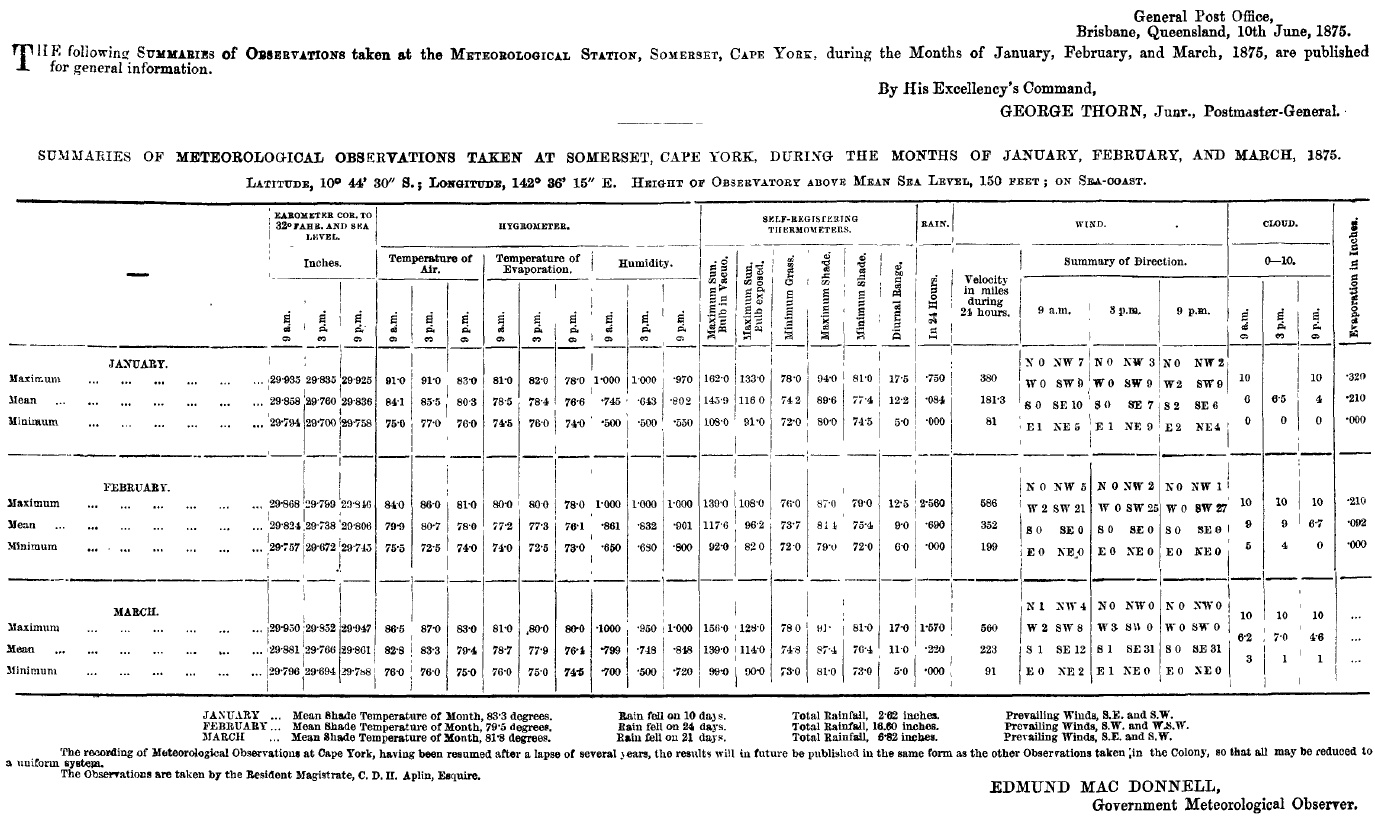
Січень-березень 1875 року.